# Curentul Golfului

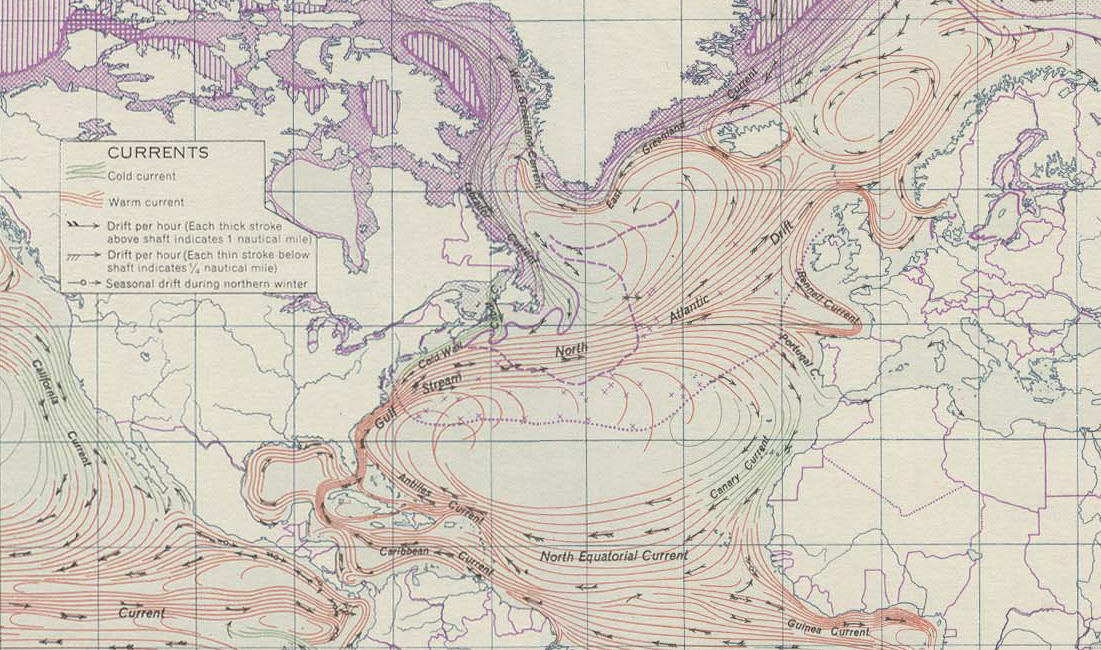
Curentul Golfului

Curentul Golfului (în engleză Gulf Stream, în spaniolă Corriente del Golfo) este un curent oceanic cald de suprafață în nordul Oceanului Atlantic. Oceanografii îl denumesc „Curentul Nord-Atlantic”. A fost semnalat pentru prima dată în 1513. Se formează în strâmtoarea Florida și străbate oceanul de la vest spre est, influențând clima unor țări litorale din nord-vestul Europei. Lățimea curentului variază între 75 și 500 km, iar temperatura – de la 24 la 26 °C. Curentul se simte până la adâncimea de 1.000 m.

## Sursă
Enciclopedia sovietică moldovenească, Chișinău, 1972, vol. 3, p. 542